# Resonanz (Chor)
Resonanz (Eigenschreibweise: RESONANZ) war ein Studiochor der Gattung Gemischter Chor aus der Produktionstätigkeit von Klaus Heizmann im Rahmen der Jugendchorbewegung hervorgegangen und bekannt geworden. 
Ende der 1980er Jahre versammelte Klaus Heizmann erstmals anstelle des für seine stimmzahlenenmäßig starke Besetzung bekannten Studiochor des Musischen Bildungszentrums St. Goar eine kleinere Gruppe von Sängerinnen und Sängern unter dem Namen Resonanz für sein Chorprojekt Überreich beschenkt um sich. Aufgrund der ebenso minimalistischen Besetzung in der Aufnahmetechnik, übernahm allerdings Hella Heizmann die Chorleitung. Nach der unerwarteten Schließung des Musischen Bildungszentrums St. Goar aufgrund Insolvenz seines Hauptsponsors, wurde der MBZ-Studiochor in Resonanz umbenannt. Zu den erfolgreichen folgenden Veröffentlichungen Anfang der 1990er Jahre gehören zwei Kantaten mit dem Titel Preis und Anbetung sei dir und Jesus kommt wieder sowie das Oratorium Jerusalem Schalom, bei denen Resonanz gemeinsam mit dem Chor Evan Voc mitwirkte. 
1993 übernahm Markus Lenzing die Chorleitung von Resonanz während Klaus Heizmann mit Standortverlegung des Hauses der Musik nach Wiesbaden Anfang 1994 seine Chorarbeit mit dem neugegründeten Wiesbadener Studiochor fortsetzte. Sein einziges Album unter der Leitung von Markus Lenzing veröffentlichte Resonanz im Frühjahr 1994 unter gleichnamigem Titel. 

## Diskografie
| Jahr | Titel                                         | Gastsolisten | Chorleitung    | Label                     |
| ---- | --------------------------------------------- | --- | -------------- | ------------------------- |
| 198? | Überreich beschenkt                           | Hella Heizmann; Beate Ling; Don & Susie Newby                                                                                             | Hella Heizmann | Resonanz Music Produktion |
| 1990 | Die besondere Note                            | Hella Heizmann; Helmut Jost; Beate Ling; Christian Löer; Ruthild Wilson                                                                   | Klaus Heizmann | Gerth Medien              |
| 1991 | Ich werfe mein Lied hinauf an den Himmel 2    | Ruthild Wilson; Gloria Gabriel; Helmut Jost; Beate Ling; Hella, Melanie Viola Heizmann                                                    | Klaus Heizmann | Resonanz Music Produktion |
| 1991 | Erleichtert                                   | Hella Heizmann; Beate Ling; Christian Löer; Eberhard Rink; Ruthild Wilson                                                                 | Klaus Heizmann | Resonanz Music Produktion |
| 1991 | Wer vertraut, hat Zukunft                     | Ulrike Ferdinand; Gloria Gabriel; Hella Heizmann; Helmut Jost; Claudia Klappstein                                                         | Klaus Heizmann | Gerth Medien              |
| 1991 | Gott gibt Mut zum Leben                       | Hella Heizmann; Michael Knöppel; Beate Ling; Eberhard Rink; Hella, Melanie und Viola Heizmann                                             | Klaus Heizmann | Gerth Medien              |
| 1991 | Preis und Anbetung sei dir Die kleine Kantate | Heike Barth; Rainer Lemke; Wolfgang Blissenbach                                                                                           | Klaus Heizmann | Gerth Medien              |
| 1992 | Gott hört dein Gebet                          | Hella Heizmann; Michael Knöppel; Beate Ling; Anke Sieloff                                                                                 | Klaus Heizmann | Gerth Medien              |
| 1993 | Ich werfe mein Lied hinauf an den Himmel 3    | Gloria Gabriel; Angela Gerhold; Beate Ling; Bernd-Martin Müller                                                                           | Klaus Heizmann | Resonanz Music Produktion |
| 1993 | Jesus kommt wieder Die kleine Kantate         | Heike Barth; Gloria Gabriel; Wolfgang Blissenbach                                                                                         | Klaus Heizmann | Gerth Medien              |
| 1994 | Jerusalem Schalom Oratorium                   | Jan Schumacher (aus Wiesbadener Knabenchor); Heike Barth; Gloria Gabriel; Christian Löer; Rainer Lemke; Helmut Jost; Wolfgang Blissenbach | Klaus Heizmann | Gerth Medien              |
| 1994 | Resonanz                                      | Ruthild Wilson; Helmut Jost | Markus Lenzing | Gerth Medien              |

### Sampler
| Jahr | Titel                                                                                 | Label        |
| ---- | ------------------------------------------------------------------------------------- | ------------ |
| 1994 | Chor-Festival Ein Mosaik beliebter Chorlieder                                         | Gerth Medien |
| 1998 | Johannes Jourdan – Lass dir an meiner Gnade genügen Ein Glaubensbekenntnis in Liedern | Gerth Medien |